# Liquid Tension Experiment

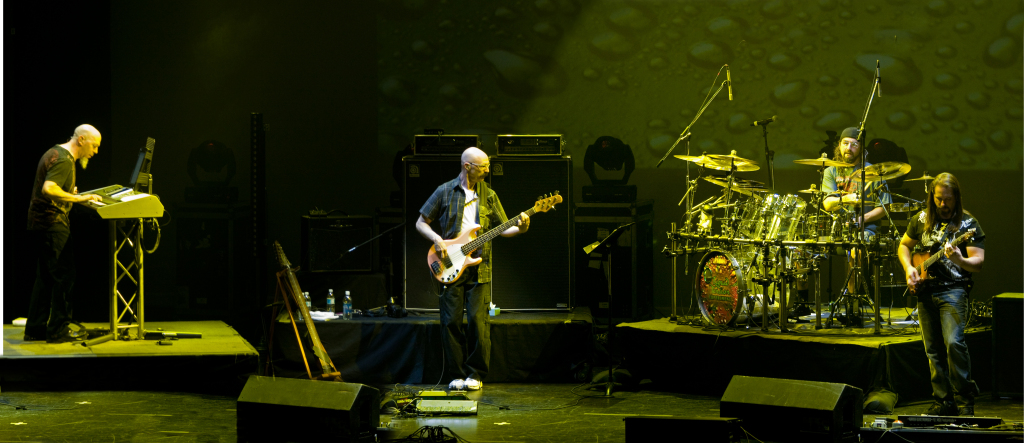
Liquid Tension Experiment op NEARfest in Bethlehem, Pennsylvania (2008)

Liquid Tension Experiment (LTE) is een instrumentaal progressief rock/fusion project opgericht door Mike Portnoy, toen hij nog drummer was van de band Dream Theater. Het project was bedoeld als muzikale uitlaatklep.

## Bandleden
- Tony Levin - basgitaar/ Chapman Stick / NS Electric Upright bass
- Mike Portnoy - drumstel
- John Petrucci - gitaar
- Jordan Rudess - keyboards

Nadat Jordan Rudess officieel was toegetreden tot Dream Theater leek het bestaan van LTE beëindigd, maar in 2008 werden weer een aantal optredens gegeven.

## Discografie
- Liquid tension experiment (cd) (1998)
- Liquid tension experiment 2 (cd) (1999)
- Spontaneous combustion (cd) (2007) - Als Liquid Trio Experiment[1]
- When the kKeyboard breaks: Live in Chicago (2009) - Als Liquid Trio Experiment 2[2]
- Liquid tension experiment live 2008 – Limited Edition Boxset (2009)
- Liquid tension experiment 3 (2021)